# Cangrejada

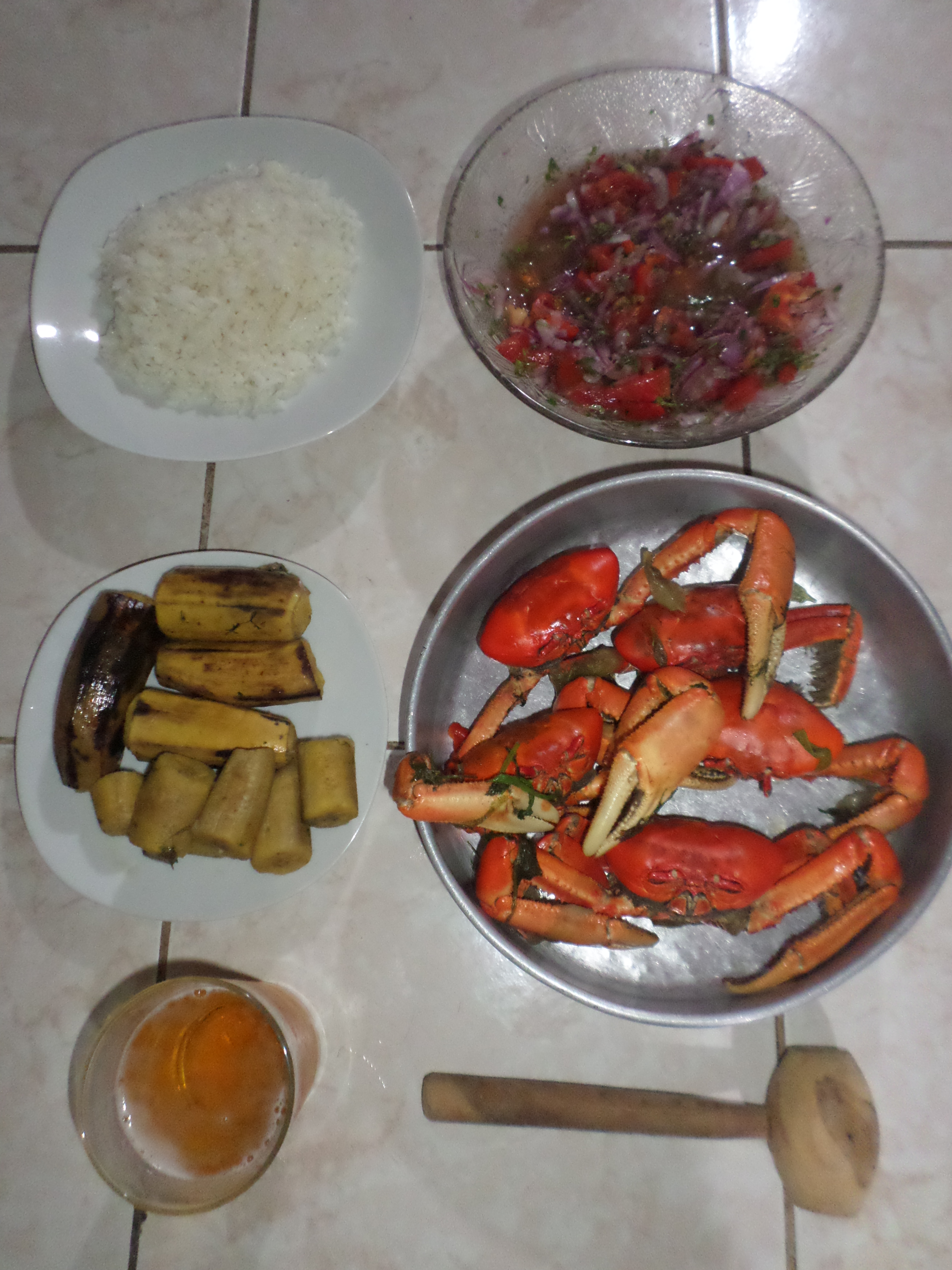
Cangrejada

La cangrejada criolla es una de las formas populares de servir el cangrejo en Ecuador. El plato consiste en cangrejos rojos (Ucides occidentalis) cocinados con varias especias.
Se consumen durante todo el año a excepción de dos vedas de pesca: una entre los meses de enero y febrero, que conforman el periodo en el cual se reproducen; y otra del 15 de agosto hasta el 15 de septiembre, fechas en las cuales el cangrejo muda su caparazón, en esa fase el cangrejo segrega oxalato de calcio sustancia perjudicial para el consumo humano. La comercialización del cangrejo es una actividad importante debido al masivo consumo de la población guayaquileña, por lo que, el periodo de veda da oportunidad al crecimiento y reproducción del cangrejo rojo, el cual difícilmente llega a su longevidad que se calcula en 13 años.

## Historia
La realización de la cangrejada se cree que viene siendo ejecutada desde las poblaciones prehispánicas del sector costero que estaban ubicadas cerca de los manglares del litoral, lo cual les facilitaba la captura del crustáceo. En el Guayaquil de antaño existía el oficio de vendedor de cangrejos cocinados ambulante, los cuales llevaban los cangrejos cocinados en un charol sobre sus cabezas, aderezados con ají y salsa, eran consumidos en una mesa improvisada por el vendedor.

## Preparación
Se lavan los cangrejos, se los puede matar previamente con una incisión en la parte baja del carapacho.
Se hierven en una olla junto con los vegetales picados, sal y especias (albahaca y culantro), esperar que empiece a hervir.
Al agregar los cangrejos se añade la cerveza y dejar cocer por 15 minutos aproximadamente.

## Acompañamiento
Suele ir acompañado de ensalada de cebolla colorada y plátano maduro.

## Escultura
Los cangrejos rojos formaron parte de la gastronomía local desde la época prehispánica, al menos en la cultural Chorrera y entre los Chonos y Guancavilcas, los cuales fueron representados en figurinas de cerámica, En marzo del 2015 fue elaborada por el escultor Gastón Macías, una escultura llamada El Cangrejero, ubicado en la calles Panamá y Loja.